# Gino Carlo Sensani
Gino Carlo Sensani (* 26. November 1888 in San Casciano dei Bagni, Italien; † 14. Dezember 1947 in Rom) war ein italienischer Kostümbildner.

## Leben und Wirken
Gino Sensani war bereits mit zwölf Jahren Vollwaise geworden. Als junger Erwachsener besuchte er die Hochschule und studierte Malerei in Florenz (1911). Zwischenzeitlich reiste Sensani nach Paris, wo er Kontakte zu Künstlern wie Erté, Alfons Mucha und Umberto Brunelleschi knüpfte. 1911 kehrte er nach Italien zurück und reiste ein weiteres Mal nach Paris, aber auch nach London. Hier lernte er unter anderem Aldous Huxley und David Herbert Lawrence kennen. 1914 ging Gino Sensani zum Theater, wo er seine Tätigkeit als Kostümbildner begann. Auch an einem Puppentheater wirkte er.
Mit Anbruch des Tonfilmzeitalters begann ihn vermehrt die Kinematographie zu interessieren. Sensani belieferte in nur 15 Jahren über 80 Produktionen, die von renommierten Regisseuren wie Guido Brignone, Nunzio Malasomma, Camillo Mastrocinque, Gennaro Righelli, Goffredo Alessandrini, Mario Bonnard, Alessandro Blasetti, Riccardo Freda, Carmine Gallone, Mario Soldati und Alberto Lattuada inszeniert wurden. Von 1935 bis zu seinem Tode zum Jahresende 1947 hatte Gino Carlo Sensani am Centro Sperimentale di Cinematografia den Lehrstuhl im Unterrichtsfach Kostümbild.

## Filmografie
- 1932: Pergolesi
- 1934: Seconda B
- 1934: Frutto acerbo
- 1935: Lorenzino de’ Medici
- 1935: Amo te sola
- 1936: Arma Bianca
- 1936: Cavalleria
- 1936: L'ambasciatore
- 1937: Contessa di Parma
- 1937: Il signor Max
- 1937: Il fu Mattia Pascal
- 1938: Le due madri
- 1938: Partire
- 1938: La mazurka di papà
- 1939: Cavalleria rusticana
- 1939: Ins blaue Leben
- 1939: Nachtigall von San Marco (Il carnevale di Venezia)
- 1939: Der geheimnisvolle Rächer (Un'avventura di Salvator Rosa)
- 1940: Tosca
- 1940: Don Pasquale
- 1940: Una romantica avventura
- 1940: Liebesfreud – Liebesleid (Addio giovinezza!)
- 1940: Kean
- 1940: Mordsache Cenci (Beatrice Cenci)
- 1941: Die eiserne Krone (La corona di ferro)
- 1941: Die Verlobte (I promesi sposi)
- 1941: Nozze di sangue
- 1941: Le due tigri
- 1941: Don Cesare di Bazan
- 1942: Fedora  (auch Bauten)
- 1942: La maestrina
- 1942: Tragica notte
- 1942: Eifersucht (Gelosia)
- 1943: L'usuraio
- 1943: Dente per dente
- 1943: Canal Grande
- 1944: La locandiera
- 1944: Resurrezione
- 1944: Addio, amore!
- 1945: Chi l'ha visto?
- 1946: L'adultera
- 1946: Verschwörung gegen Tod und Hölle (Amanti in fuga)
- 1946: Eugenia Grandet
- 1946: Fatalità
- 1947: Der weiße Teufel (Il diavolo blanco)
- 1947: Daniele Cortis
- 1947: Der Verbrechen des Giovanni Episcopo (Il delitto di Giovanni Episcopo)
- 1947: Die Kartause von Parma (La chartreuse de Parme)
- 1947: Cuore
- 1947: Die Gezeichnete (Assunta Spina)